# Bobby Lynch
Bobby Lynch (13. maj 1935 – 2. oktober 1982) var en irsk guitarist og sanger og medlem af den irske folkemusikgruppe The Dubliners fra 1964-1965. Nogen kalder ham også "Den glemte Dubliner" fordi han kun var med i ét år og ikke nåede at påvirke gruppen så meget.
John Sheahan og Lynch spillede sammen på på O'Donoghue's Pub, hvor de mødte The Dubliners. De begyndte at spille i pauserne, og blev derefter ofte hængende og spillede med bandet. Både Sheahan og Lynch blev medlemmer i 1964, da Luke Kelly flyttede til Storbritannien for en stund.

Lynch forlod bandet i 1965, da Kelly kom med igen. Herefter flyttede han til Canada for at forfølge en karriere som sangskriver. Han skrev sange til flere forskellige kunstnere og to endte på hitlisterne.
Da han flyttede tilbage til Dublin udgav han sit eneste soloalbum i 1980. Albummet blev ikke den store succes og Lynch begyndte at spille på pubber.
I den sidste del af sit liv led Lynch af depression og det endte med at han i 1982 begik selvmord.
I The Dubliners spillede han guitar og sang.
Lynch var gift og havde tre børn.

## Udgivelser
Lynch nåede kun at udgive ét album i sin tid med The Dubliners. Derudover er der blevet udgivet to albums (et i 1966 og et i 2003) efter han forlod bandet, hvor han også er krediteret. Han kan bl.a. høres på numrene Patriot Games og The Kerry Recruit. The Kerry Recruit blev valgt af The Dubliners som et af otte gamle favoritter til deres 40 års jubilæumsalbum.
Hans eneste soloalbum er From the Land of Carolan fra 1980.